# Saurauia strigillosa
Saurauia strigillosa är en tvåhjärtbladig växtart som beskrevs av José Jéronimo Triana och Planch. Saurauia strigillosa ingår i släktet Saurauia och familjen Actinidiaceae. Inga underarter finns listade i Catalogue of Life.